# Jurij Habovda
Jurij Viktorovyč Habovda (in ucraino Юрій Вікторович Габовда?; Mukačevo, 6 maggio 1989) è un ex calciatore ucraino, di ruolo centrocampista.

## Carriera
Ha giocato nella massima serie dei campionati ucraino, bielorusso ed ungherese.